# Budapestiek elhurcolása 1945-ben

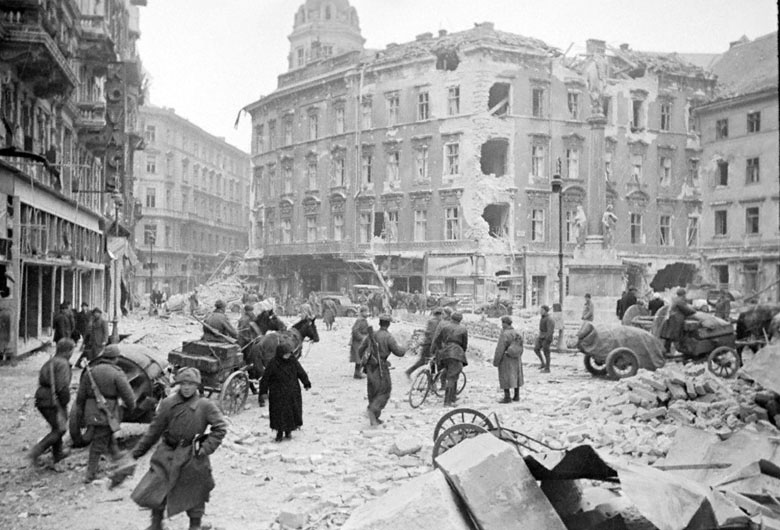
Budapest romokban (1945)

1945-ben, Budapest ostroma alatt és után több tízezer civil lakost hurcolt el „málenkij robot”-ra a fővárosból és környékéről a szovjet hadsereg, azért hogy meglegyen a Malinovszkij marsall jelentéseiben szereplő 138 000 főnyi hadifogoly. A kényszermunka-táborokba szállított emberek többsége csak évekkel később vagy egyáltalán nem érkezett haza. Történészek két-háromszázezer főre teszik a volt Szovjetunió területén hadifogságban eltűnt magyar katonák és civilek számát.

## Előzmények
A nők 70%-a 12 éves lányoktól 9 hónapos áldott állapotban lévő asszonyokig megbecstelenítve, a férfiak nagy része elhurcolva, minden lakás kifosztva, a város templomaival együtt romokban, éttermekben, üzletekben lovak, az utcán, temetőkben, kifosztott üzletekben temetetlen holtak ezrei, a pincékben kiéhezett, félig megtébolyodott emberek...
A II. világháború végén Budapest elfoglalása 1944. október 29-től 1945. február 13-ig, vagyis 108 napig tartott. Ezen belül a szigorúan vett ostrom 51 napig húzódott, és a nagy késlekedést, valamint a veszteségeket a 2. Ukrán Front parancsnoka, Malinovszkij marsall csak azzal tudta Sztálinnak indokolni, hogy a valóságosnál jóval nagyobb ellenséges német-magyar erőkről számolt be. A tényleges kb. 79 000 fő helyett 180-200 ezer fős ellenséges haderőről számolt be jelentéseiben. Malinovszkij a két adat közötti eltérést a polgári lakosságból elfogott személyekkel pótolta.

## Az ostrom alatt
A civilek elfogása, összegyűjtése már az ostrom alatt elkezdődött. Az elfoglalt területeken a szovjet hatóságok elrendelték a munkaképes korúak kötelező jelentkezését sáncásás és közmunka ürügyén. A munkára összegyűlt emberek nagy részét viszont hadifogolyként kezelték, és elvitték.
Az is gyakori módszer volt az elfogásra, hogy az elfoglalt háztömbök óvóhelyeiről a férfiakat közvetlenül a front mögött kialakított gyűjtőhelyekre kísérték, azt állítva, hogy ott igazolják őket és szabad közlekedést biztosító dokumentumot adnak erről. Szintén sűrűn előfordult, hogy a szovjet katonák a közterületekről, kapualjakból vagy üzlethelyiségekből szedtek össze embereket és a sötétben vitték el őket a gyűjtőtáborokba.

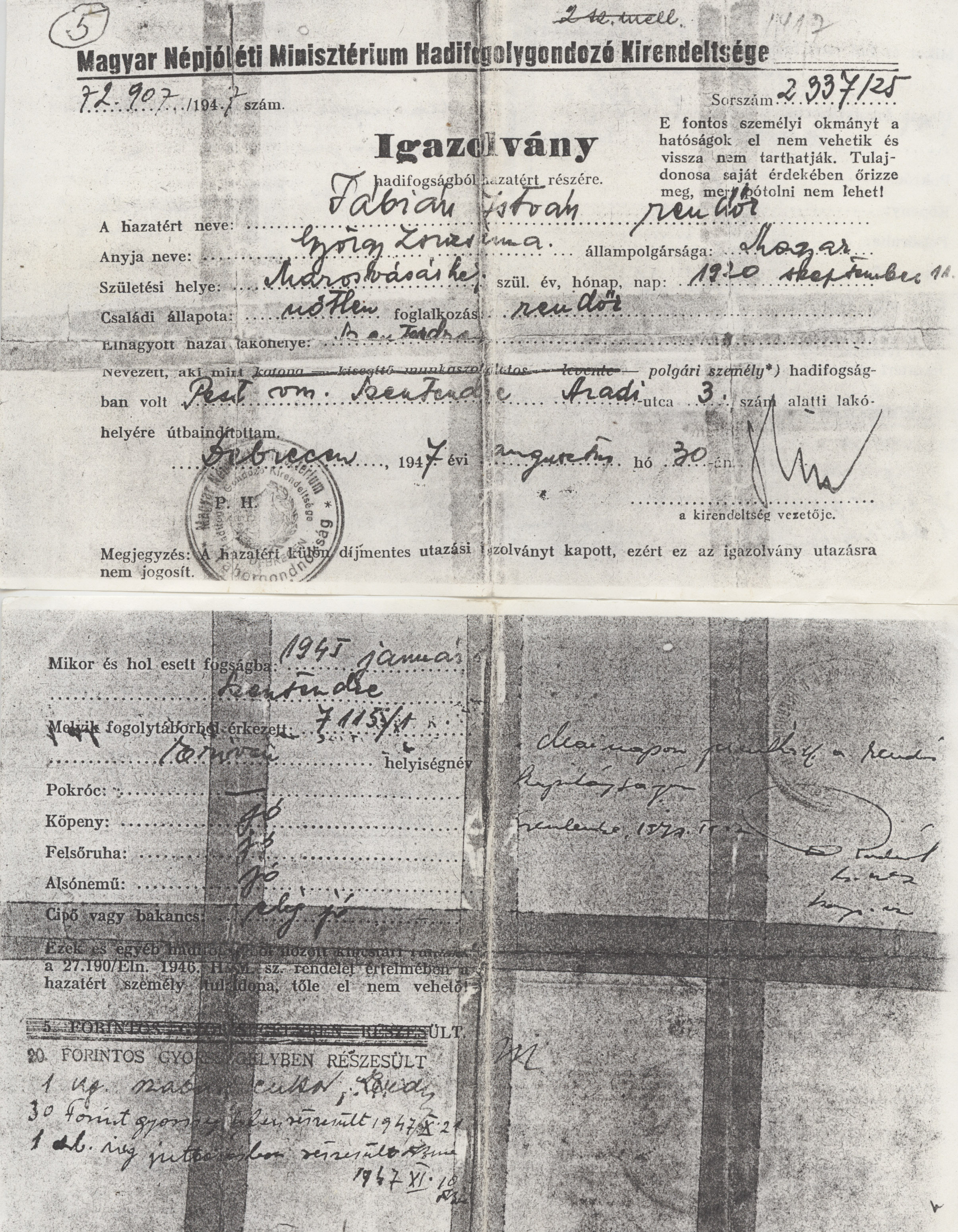
Hadifogoly-igazolvány - Fábián Istvánt rendőrként fogták el 1945. január 1-én Szentendrén, ahol akkor nem voltak harcok

## A harcok után
Az ostrom befejeztével az elhurcolás szisztematikussá vált. Ekkor már nem csak az utcákról, csomópontokról, hanem a gyárakból, az üzemekből is vittek el embereket, például a Kelenföldi Erőmű Budafoki úti, a Standard Villamossági Rt. Fehérvári úti telephelyéről, az Egyesült Izzólámpagyárból, a csepeli Weiss Manfréd Acél- és Fémművekből, a MÁV Istvántelki és a Kőbányai Főműhelyéből, a Hoffher-Schrantz Gépgyárból.
Az egyenruhásokat (postások, vasutasok, BSZKRT-osok, rendőrök) hozzákeverték a civilekhez, és így könnyen rájuk lehetett fogni, hogy a szovjetek ellen harcoló alakulatok tagjai, de sokszor a polgári foglyokra is meghalt német és magyar katonák ruháit adták. Az elszállítások során pedig a magyar civil és katona hadifoglyok közé beraktak vagononként 10-20 németet is, hogy az egész szerelvényt német hadifogoly-szállítmányként vihessék.
Az elhurcolások során nem számított az előélet: elvitték az ellenállási mozgalom embereit is, például a Magyar Nemzeti Felkelés Felszabadító Bizottságának tagjait, Mikó Zoltánt, Bondor Vilmost és mintegy 250 társukat.
Szovjet hadifogságba került nagyon sok budapesti zsidó személy is, akik nem sokkal korábban, január 18-án szabadultak ki a gettóból. Voltak olyanok is, akik a bori lágerből vagy németországi koncentrációs táborokból érkeztek haza Budapestre, és itt estek szovjet fogságba.

## Agglomeráció
Nem csak a fővárosból vittek el civileket a szovjet katonák, hanem az akkor Nagy-Budapestnek nevezett agglomerációból is. A környező településekről tömegesen gyűjtötték össze igazoltatás vagy közmunka ürügyén a 18 és 50 év közötti korú férfiakat. Így fogtak el például 1944. december 30-án Kesztölcön igazoltatás címén 254 dorogi bányászt, 1945. január 8-án Érden mintegy 6000 érdit és körülbelül 2000 környékbeli (diósdi, tárnoki, sóskúti stb.) lakost, Pesthidegkúton január 14-én körülbelül 700 főt vagy január 27-én a rákospalotai városháza előtt mintegy 600 férfit.

## A hadifogolyként elhurcolt civilek létszáma
A harcok hevessége miatt Budapest 79 000 főnyi védőseregének nagyjából a fele elpusztult, így körülbelül 40 000-en estek fogságba. Ugyanakkor a szovjet csapatok jelentésében 138 000 főnyi hadifogoly szerepel. A különbség mintegy 100 000 fő, akiket Bognár Zalán szerint Malinovszkij a fővárosi és környéki polgári lakosságból pótolt. Ezt a 100 000 körüli adatot tartalmazza az 1950-ben Németországban kiadott „Fehér Könyv” is, melyet az ENSZ is hitelesnek tart.
Más kutatók a fenti értéket vitatva körülbelül feleannyira becsülik az elhurcoltak létszámát. Korom Mihály számításai szerint 51 000 polgári személyt vittek el, míg Ungváry Krisztián könyvében 50 000-es szám szerepel.

## Jegyzetek

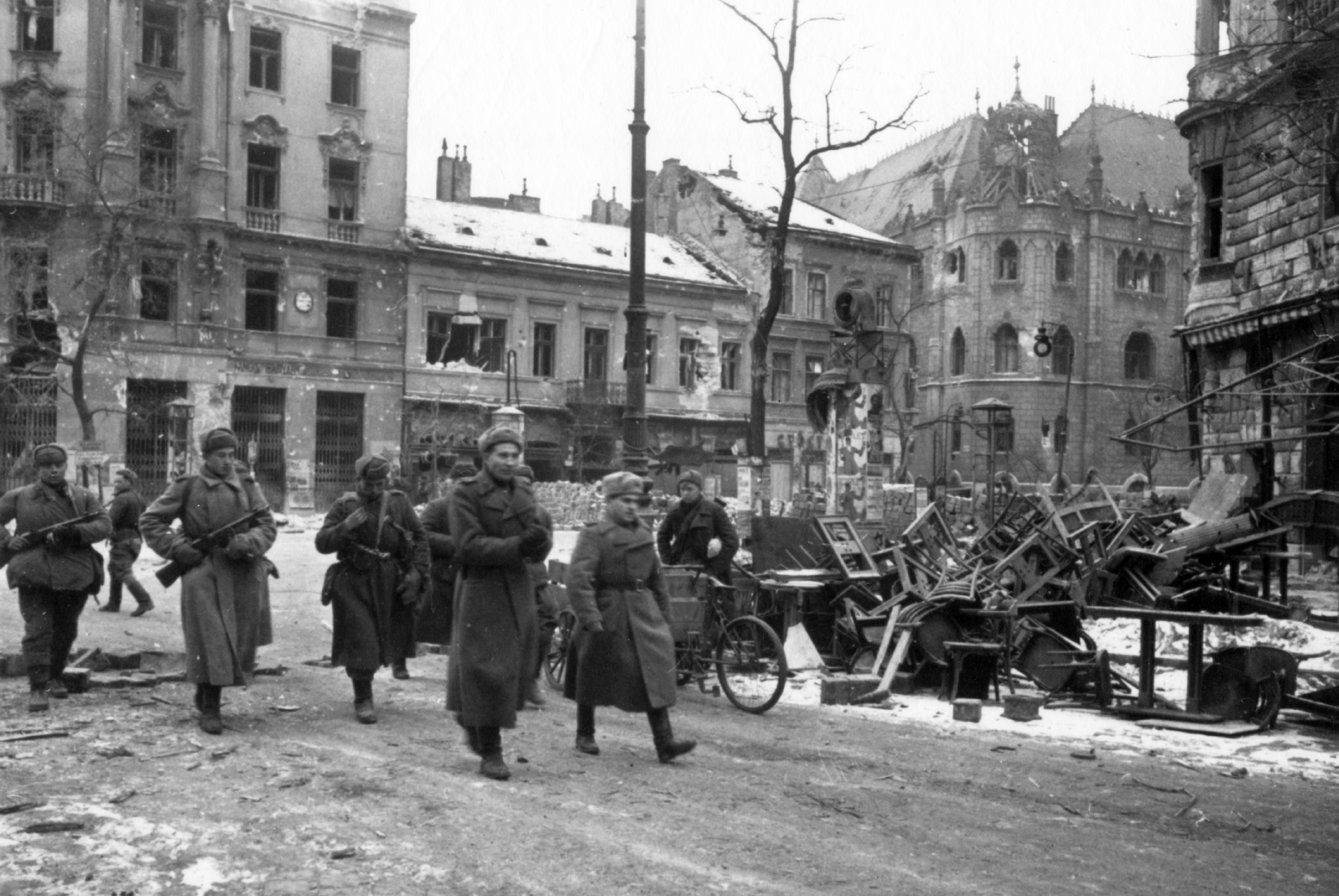
Szovjet katonák Budapesten